# Sandy Gabriel
Sandy Antonio Gabriel Difó (nacido el 10 de mayo de 1972 en Nagua), conocido como Sandy Gabriel es un saxofonista y compositor dominicano.

## Biografía
Sandy Gabriel nació en la ciudad de Nagua y a los nueve años se trasladó a Puerto Plata. Su interés por el instrumento le vino de su padre Sócrates Gabriel, saxofonista y director del “Combo Candela”; popular agrupación dominicana en los años sesenta y setenta.
Sus primeros trabajos musicales los realizó en agrupaciones de jazz en hoteles de la zona turística de Puerto Plata. De esta forma, fue relacionando el estudio del instrumento con el trabajo en directo, creando un lenguaje vinculante entre elementos de jazz y de la música vernácula dominicana como el merengue. Más tarde, empezó a trabajar en los festivales de jazz de Puerto Plata y Heineken Jazz Festival. En estos últimos, tuvo la oportunidad de tocar junto a Néstor Torres, Tito Puente, Sérgio Mendes, Spyro Gyra, Paquito de Rivera, Chucho Valdés , Dave Grusin, Lee Ritenour, Arturo Sandoval y Gonzalo Rubalcaba.
En su primera producción musical, contó con invitados especiales como Chucho Valdés, Giovanni Hidalgo y John Benitez.
Ha participado en diversos festivales internacionales de jazz , tales como Ramajay Jazz Festival en Trinidad & Tobago, Heineken Jazz Festival de Puerto Rico, el Jazz Plaza en Cuba, el Bahamas Jazz Festival y el Festival de Jazz de Montreal.
Es fundador y director del Grupo PP Jazz Ensemble. Ha trabajado en directo y grabaciones con una gran cantidad de artistas como Juan Luis Guerra, Michel Camilo, Emmanuel, Víctor Víctor, Lee Ritenour, Guarionex Aquino, Juan Francisco Ordóñez, Gonzalo Rubalcaba y Chichí Peralta, entre otros. Ha realizado diferentes giras internacionales con su banda Pop Jazz Ensemble y con The Dominican Jazz Project. Ha realizado master classes por 3 años consecutivos en la UNC Universidad de Carolina del Norte, además de impartir clínicas de saxofón en la universidad de Troy, Alabama .
Recibió el Premio Soberano 2012 como Mejor Concierto del Año. Sandy es el primer jazzista dominicano en llevar el jazz al Teatro Nacional como propuesta propia y original.
Recibió el Premio Nacional de Música en jazz del año 2003.